# Världsmästerskapet i mixed-dubbelcurling
Världsmästerskapet i mixed-dubbelcurling är en landslagsturnering i curling som hade premiär 2008. Varje lag är ett tvåmannalag som består av en kvinna och en man, och matcherna spelas i åtta (mot normalt tio) omgångar.
Anna Hasselborg och Oskar Eriksson vann Sveriges första guld i mixed-dubbel 2019.
Syskonduon Isabella Wranå och Rasmus Wranå vann Sveriges andra guld i mixed-dubbel 2024.

## Resultat
| År   | Värd                               | Final     | Final    | Final       | Match om tredjepris | Match om tredjepris | Match om tredjepris |
| År   | Värd                               | Vinnare   | Resultat | Tvåa        | Trea                | Resultat            | Fyra                |
| ---- | ---------------------------------- | --------- | -------- | ----------- | ------------------- | ------------------- | ------------------- |
| 2008 | Vierumäki, Finland                 | Schweiz   | 5 – 4    | Finland     | Sverige             | 9 – 2               | Norge               |
| 2009 | Cortina d'Ampezzo, Italien         | Schweiz   | 7 – 4    | Ungern      | Kanada              | 6 – 5               | Kina                |
| 2010 | Tjeljabinsk, Ryssland              | Ryssland  | 9 – 7    | Nya Zeeland | Kina                | 8 – 7               | Spanien             |
| 2011 | St. Paul, Minnesota, USA           | Schweiz   | 11 – 2   | Ryssland    | Frankrike           | 8 – 6               | Sverige             |
| 2012 | Erzurum, Turkiet                   | Schweiz   | 7 – 6    | Sverige     | Österrike           | 12 – 7              | USA                 |
| 2013 | Fredericton, New Brunswick, Kanada | Ungern    | 8 – 7    | Sverige     | Tjeckien            | 8 – 1               | Norge               |
| 2014 | Dumfries, Skottland                | Schweiz   | 8 – 6    | Sverige     | Spanien             | 7 – 4               | Ungern              |
| 2015 | Sotji, Ryssland                    | Ungern    | 6 – 5    | Sverige     | Norge               | 9 – 4               | Kanada              |
| 2016 | Karlstad, Sverige                  | Ryssland  | 7 – 5    | Kina        | USA                 | 9 – 7               | Skottland           |
| 2017 | Lethbridge, Alberta, Kanada        | Schweiz   | 6 – 5    | Kanada      | Kina                | 6 – 2               | Tjeckien            |
| 2018 | Östersund, Sverige                 | Schweiz   | 9 – 6    | Ryssland    | Kanada              | 8 – 3               | Sydkorea            |
| 2019 | Stavanger, Norge                   | Sverige   | 6 – 5    | Kanada      | USA                 | 5 - 4               | Australien          |
| 2021 | Aberdeen, Skottland                | Skottland | 9 – 7    | Norge       | Sverige             | 7 – 4               | Kanada              |
| 2022 | Genève, Schweiz                    | Skottland | 9 – 7    | Schweiz     | Tyskland            | 7 – 5               | Norge               |
| 2023 | Gangneung, Sydkorea                | USA       | 8 – 2    | Japan       | Norge               | 6 – 2               | Kanada              |
| 2024 | Östersund, Sverige                 | Sverige   | 8 – 4    | Estland     | Norge               | 6 – 5               | Schweiz             |
| 2025 | Fredericton, New Brunswick, Kanada | Italien   | 9 – 4    | Skottland   | Australien          | 9 – 2               | Estland             |
| 2026 | Genève, Schweiz                    |           | –        |             |                     | –                   |                     |

## Medaljtabell
| Nr | Lag         | Guld | Silver | Brons | Totalt |
| -- | ----------- | ---- | ------ | ----- | ------ |
| 1  | Schweiz     | 7    | 1      | –     | 8      |
| 2  | Ryssland    | 2    | 2      | –     | 4      |
| 3  | Ungern      | 2    | 1      | –     | 3      |
| 4  | Skottland   | 2    | 1      | –     | 3      |
| 5  | Sverige     | 2    | 4      | 2     | 8      |
| 6  | USA         | 1    | –      | 2     | 3      |
| 7  | Italien     | 1    | –      | –     | 1      |
| 8  | Kanada      | –    | 2      | 2     | 4      |
| 10 | Kina        | –    | 1      | 2     | 3      |
| 10 | Norge       | –    | 1      | 3     | 4      |
| 14 | Finland     | –    | 1      | –     | 1      |
| 14 | Japan       | –    | 1      | –     | 1      |
| 14 | Nya Zeeland | –    | 1      | –     | 1      |
| 14 | Estland     | –    | 1      | –     | 1      |
| 20 | Australien  | –    | –      | 1     | 1      |
| 20 | Frankrike   | –    | –      | 1     | 1      |
| 20 | Tyskland    | –    | –      | 1     | 1      |
| 20 | Spanien     | –    | –      | 1     | 1      |
| 20 | Tjeckien    | –    | –      | 1     | 1      |
| 20 | Österrike   | –    | –      | 1     | 1      |